# 配線
配線（はいせん）とは一般的に、信号や情報、電気（電源・電気信号）が伝わる導線や光信号を伝達する光ファイバーなどのこと、もしくはそれを使って回路（電気回路ないし電子回路など）を構成することを指す。
鉄道の分野においては、線路のつながりや配置のことを配線とよぶ。（例：配線略図）

## 概要
配線は、導体（電気を通すなら電気伝導体）の性質を持つ素材をワイヤやケーブルなど線状に細長く加工した物品、ないしこれを使って設計に従い伝送路を形成することである。ただしワイヤやケーブル自体は配線そのものではなく、伝送路を形成するために供されるワイヤやケーブルなどの物品が配線と呼ばれる。

## 電気配線

### 電気部品・電子部品の配線
電気部品や電子部品を導線で結線することも配線という。

#### 空中配線
プリント基板が発明される以前、真空管等を使った電子機器の筐体内部は、リード線を用いて配線されていた。現在でも主流ではないが、真空管アンプなどを作成するときに空中配線が用いられることがある。

#### プリント基板による配線
プリント基板に形成された主に銅箔からなる導体で各電子部品を配線する。プリント基板やLSIでCADによって配線パターンを設計する技術は自動配線と呼ばれる。

### 集積回路内の配線
LSIの中に形成された微細導線のことを指す。

### コンピュータ・ネットワークの配線
大型の機器同士を結ぶネットワーク（コンピュータネットワークなど）のことを指すこともある。

### 電気機器・電子機器の配線
電気機器や電子機器同士の間を導線で結線することも配線という。音響機器や映像機器のコンポーネント間を接続するのも配線の範疇である。

### 電力供給のための配線
電力会社が提供する電力供給のための電線路（配電線等）の設置や、屋外からの引込み線から家屋内の必要とされる箇所まで建物付帯の設備として電線を設置すること（屋内配線）も配線の範疇であるが、これを指して配電と呼ぶ。また配電では、コンセントから実際に電力を消費する家電製品へ接続する過程もまた配線の範疇である。
屋内配線には、碍子引き配線、ケーブル配線、金属管配線、合成樹脂管配線等がある。このうち、碍子引き配線は安全確保等の問題から21世紀の日本では珍しくなっているが、昔の文化として保存・採用等の例もある（ ）。
なお電気コードを1つのコンセントからテーブルタップなどを使って多くつなげること（一種のカスケード接続）を俗にたこ足配線といい、火災などの原因となるため注意が必要である。
1. ↑  京町家の例

### 有線通信のための配線
電話会社や有線放送事業者の設置する機器・設備間などに電線や回線をつなげること、もしくはその電線や回線のことを配線ということもある。